# Marike van Dijk
Marike van Dijk (Wijckel, 1982) is een Nederlandse jazzsaxofoniste en componiste.
Van Dijk, dochter van de langebaanschaatser Jappie van Dijk, begon op haar veertiende jazz te spelen. Ze studeerde aan de conservatoria in Rotterdam (afgestudeerd in 2006) en Amsterdam (Master in 'Jazz Performance'). Ze toerde met een eigen band door Europa en speelde met het European Jazz Orchestra. Hierna vertrok ze naar New York, waar ze studeerde aan Manhattan School of Music, (met een beurs) aan de New York-universiteit (Master, 2013) en bij Gil Goldstein. Ze trad hier op in allerlei clubs, waaronder (in 2014) in Blue Note. Over haar tijd in New York maakte Omrop Fryslân een documentaire.
Ze heeft inmiddels (2017) twee albums uitgebracht.  Met een twaalfkoppige groep met onder meer Ben van Gelder, Lucas Pino en Mark Schilders nam ze "The Stenography Project" op, een plaat met allerlei muzikale invloeden die door NRC werd omschreven als "een sprankelend en ambitieus album, vol van intelligente wendingen en fraaie klankbeelden". 
Ze heeft een trio, Laika Into Orbit, waarmee ze 'live' films begeleidt.

## Discografie
- Patches of Blue, eigen beheer, 2010
- The Stereography Project, BJU Records, 2015
- The Stereography Project Feat. Jeff Taylor and Katell Keineg, Hert Records/Membran, 2018

- MusicBrainz: c1c95bba-933e-4ab3-bb6c-32bcaa09c009
- Virtual International Authority File: 58151715684013782740
- WorldCat: E39PBJdh76f8YX4THtpGgHqmh3